# Pinanga malaiana
Pinanga malaiana là loài thực vật có hoa thuộc họ Arecaceae. Loài này được (Mart.) Scheff. miêu tả khoa học đầu tiên năm 1871.